# Fort Mitchell
Fort Mitchell és una població dels Estats Units a l'estat de Kentucky. Segons el cens del 2000 tenia 8.089 habitants.

## Demografia
Segons el cens del 2000, Fort Mitchell tenia 8.089 habitants, 3.530 habitatges, i 2.033 famílies. La densitat de població era de 997,8 habitants/km².
Dels 3.530 habitatges en un 28,9% hi vivien nens de menys de 18 anys, en un 45,2% hi vivien parelles casades, en un 9,3% dones solteres, i en un 42,4% no eren unitats familiars. En el 35,6% dels habitatges hi vivien persones soles l'11,3% de les quals corresponia a persones de 65 anys o més que vivien soles. El nombre mitjà de persones vivint en cada habitatge era de 2,29 i el nombre mitjà de persones que vivien en cada família era de 3,05.
Per edats la població es repartia de la següent manera: un 23,9% tenia menys de 18 anys, un 9,9% entre 18 i 24, un 30,4% entre 25 i 44, un 22,6% de 45 a 60 i un 13,3% 65 anys o més.
L'edat mediana era de 36 anys. Per cada 100 dones de 18 o més anys hi havia 86,4 homes.
La renda mediana per habitatge era de 46.335 $ i la renda mediana per família de 63.910 $. Els homes tenien una renda mediana de 41.358 $ mentre que les dones 29.873 $. La renda per capita de la població era de 29.229 $. Entorn del 2,6% de les famílies i el 3,4% de la població estaven per davall del llindar de pobresa.

## Poblacions més properes
El següent diagrama mostra les poblacions més properes.